# Estación de ferrocarril de Ürümqi Sur
La estación de ferrocarril de Ürümqi Sur (en chino tradicional, 烏魯木齊南站; en chino simplificado, 乌鲁木齐南站; pinyin, Wūlǔmùqínán Zhàn; en uigur: ئۈرۈمچی جەنۇبىي بېكىتى, romanizado: Ürümchi jenubiy békiti, Үрүмчи Җәнувий Векити) es una estación de ferrocarril ubicada en Ürümqi, Región Autónoma Uigur de Xinjiang, China. El nombre de la estación fue la estación de ferrocarril de Ürümqi desde 1962 hasta el 1 de septiembre de 2014. Este nombre ahora se asigna a la estación de tren de alta velocidad recién construida del ferrocarril de alta velocidad de Lanzhou–Ürümqi.

## Historia
La estación se construyó en 1962. El 18 de mayo de 2002, esa estación fue demolida para dar paso a la construcción de la estación actual que se inauguró el 25 de abril de 2004.
El 30 de abril de 2014, se produjo un ataque terrorista en la estación, que dejó tres personas muertas y 79 heridas.